# بالاد میشل
« بالاد میشل» (به فرانسوی: La ballade de Michel) تک‌آهنگ دوم هنرمند اهل کانادا سلین دیون از فیلم نسخه سحرآمیز است که در ۱۹۸۶ منتشر شد.